# Caixa timpànica

Anatomia de l'orella humana:
1: Orella externa.
5: Orella mitjana: 4: Timpà, 6: Ossicles: 7: Martell, 8: Enclusa, 9: Estrep. 10: Caixa timpànica.
13: Orella interna.
Altres: 11: Os temporal, 12: Trompa d'Eustaqui.

La caixa (o cavitat) timpànica està envoltada per l'os (temporal) de l'orella mitjana. Conté els ossicles de l'orella. Continua per la part anteroinferior amb la trompa d'Eustaqui.
Està envoltada principalment pel laberint ossi, excepte en la seva superfície lateral externa, on es comunica amb el conducte auditiu extern de la qual està separada per la membrana timpànica (timpà).
Embriològicament es forma del solc tubo-timpànic, una expansió de la primera bossa faríngia.